# Kungs-Barkarö kyrka
Kungs-Barkarö kyrka är en kyrkobyggnad i Kungs-Barkarö i Västerås stift. Den är församlingskyrka i Kungsörs församling. Kyrkan är en av Sveriges minsta kyrkor och rymmer cirka 70 personer.

## Kyrkobyggnaden
Kyrkan uppfördes av gråsten under slutet av 1200-talet. Från början hade kyrkorummet ett innertak av trä, men under senare delen av 1400-talet ersattes trätaket av nuvarande stjärnvalv med halvstensstrålar. Under 1500-talet uppfördes ett vapenhus. Omkring år 1600 tillkom nuvarande kyrktorn av trä vid västra kortsidan. Någon gång på 1700-talet avlägsnades vapenhuset.
I kyrkans taklag finns virke som möjligen är från ett senmedeltida taklag och omlagt vid 1760‐talets ombyggnad. Taklagets byggnadshistorik kräver dock ytterligare undersökningar.

## Inventarier
- Dopfunten är samtida med kyrkan och står framme i koret.
- Altarskåpet är troligen ett svenskt arbete och tillkom troligen vid slutet av 1400-talet.
- Ett triumfkrucifix från 1300-talet hänger mitt i kyrkan och är förmodligen lokalt tillverkat.
- Predikstolen är från 1600-talet
- I kyrktornet hänger en kyrkklocka som är gjuten på 1200-talet.

### Orgel
- 1875 flyttades en orgel hit från Gunnilbo kyrka. Orgeln ar byggd 1785 av Olof Schwan, Stockholm och hade 7 stämmor.
- Den nuvarande orgeln byggdes 1896 av E A Setterquist & Son, Örebro. Orgeln är mekanisk. Fasaden är från 1785 års orgel. orgeln omdisponerades på 1970-talet. Orgeln står på en orgelläktaren i kyrkorummets västra del.

| Manual        | Pedal   | Koppel     |
| Borduna 16´ B | Bihängd | Man 4'/Man |
| Principal 8´  |         |            |
| Rörflöjt 8'   |         |            |
| Oktava 4'     |         |            |
| Täckflöjt 4'  |         |            |
| Oktava 2'     |         |            |

### Webbkällor
- Kulturhistorisk karakteristik Kungs-Barkarö kyrka
- Om Kungs-Barkarö kyrka på svenska kyrkans webbplats
- Kyrkor - Kungsörs kommun
- Bebyggelseregistrets anläggningspresentation

### Fotnoter
1. ↑  ”Bebyggelseregistret (BeBR) - Riksantikvarieämbetet”. www.bebyggelseregistret.raa.se. http://www.bebyggelseregistret.raa.se/bbr2/byggnad/visaHistorik.raa?byggnadId=21400000442050&page=historik. Läst 11 oktober 2017.
2. ↑  Tore Johansson, red (1990). Inventarium över svenska orglar: 1990:I, Västerås stift; Karlstads stift. Tostared: Förlag Svenska orglar. Libris 4108784

- Wikimedia Commons har media som rör Kungs-Barkarö kyrka.